# Caffè Roma
 Caffè Roma è una frazione del comune di Sassari situata nel territorio del sassarese, nella Sardegna nord occidentale, ad una altitudine di 158 m s.l.m.
Contava 102 abitanti nel 1991 e dista 8 chilometri da Sassari. Dista inoltre circa 1 km dalla frazione di La Landrigga.
La frazione prende il nome da un famoso e storico bar del paese che serve caffè a meno di 40 centesimi, appunto il caffè Roma.